# Strange Machines
"Strange Machines" is een nummer van de Nederlandse band The Gathering. Het nummer verscheen op hun album Mandylion uit 1995. Op 1 november van dat jaar werd het uitgebracht als de eerste single van het album.

## Achtergrond
De tekst van "Strange Machines" is geschreven door zangeres Anneke van Giersbergen, terwijl de muziek is geschreven door de gehele band. Het is geproduceerd door de band in samenwerking met Siggi Bemm en Waldemar Sorychta. Het nummer gaat over tijdreizen en tijdmachines: zo worden de Tweede Wereldoorlog, Cleopatra, de Russische Revolutie, Beethoven, Gershwin, Jezus, de renaissance en Chaka Khan bezongen. In het nummer zit een audiofragment uit de film The Time Machine uit 1960, gebaseerd op het gelijknamige boek van H.G. Wells.
De oorspronkelijke demoversie van "Strange Machines" was langzamer dan de uiteindelijk uitgebrachte versie. Nadat The Gathering het gedurende 1994 een aantal keren live speelde, realiseerden zij zich dat het beter zou klinken als het sneller zou worden gespeeld. In de intro zijn de doommetalroots van de groep terug te horen. Het nummer werd uitgebracht als single, maar dit was niet voor de hand liggend. Drummer Hans Rutten sprak van een "onmogelijke single die een kleine hit werd".
"Strange Machines" werd een hitje in Nederland, wat mede te maken had door de airplay door Henk Westbroek, die het als een van de weinige dj's op de radio draaide. De Top 40 werd weliswaar niet gehaald - het bleef steken op de vijfde plaats in de Tipparade - maar in de Mega Top 50 kwam het tot plaats 37.
In 2021 werd het liedje door Belle Perez uitgevoerd tijdens Beste Zangers, speciaal voor Anneke van Giersbergen, die daar ook bij aanwezig was.

## Hitnoteringen

### Mega Top 50
| Hitnotering: 27-01-1996 t/m 17-02-1996 | Hitnotering: 27-01-1996 t/m 17-02-1996 | Hitnotering: 27-01-1996 t/m 17-02-1996 | Hitnotering: 27-01-1996 t/m 17-02-1996 | Hitnotering: 27-01-1996 t/m 17-02-1996 | Hitnotering: 27-01-1996 t/m 17-02-1996 |
| Week                                   | 1                                      | 2                                      | 3                                      | 4                                      |                                        |
| -------------------------------------- | -------------------------------------- | -------------------------------------- | -------------------------------------- | -------------------------------------- | -------------------------------------- |
| Positie                                | 48                                     | 41                                     | 37                                     | 38                                     | uit                                    |

### NPO Radio 2 Top 2000
| Nummer met noteringen in de NPO Radio 2 Top 2000 | '20  | '21 | '22 | '23 | '24 |
| ------------------------------------------------ | ---- | --- | --- | --- | --- |
| Strange Machines                                 | 1595 | 945 | 899 | 915 | 803 |

1. ↑  Een vetgedrukt getal geeft de hoogste notering aan.
2. ↑  2020 was het eerste jaar met een notering voor dit nummer.